# Podomyrma abdominalis
Podomyrma abdominalis är en myrart som beskrevs av Carlo Emery 1887. Podomyrma abdominalis ingår i släktet Podomyrma och familjen myror.

## Underarter
Arten delas in i följande underarter:
- P. a. abdominalis
- P. a. pulchra